# Río Antenne
El río Antenne es un río del suroeste de Francia, un afluente del río Charente que nace en el departamento de Charente Marítimo (región de Poitou-Charentes) a 144 metros de altura en Fontaine-Chalendray (45°57′03″N 0°10′54″O / 45.95083, -0.18167). Tiene 48,3 kilómetros de longitud.

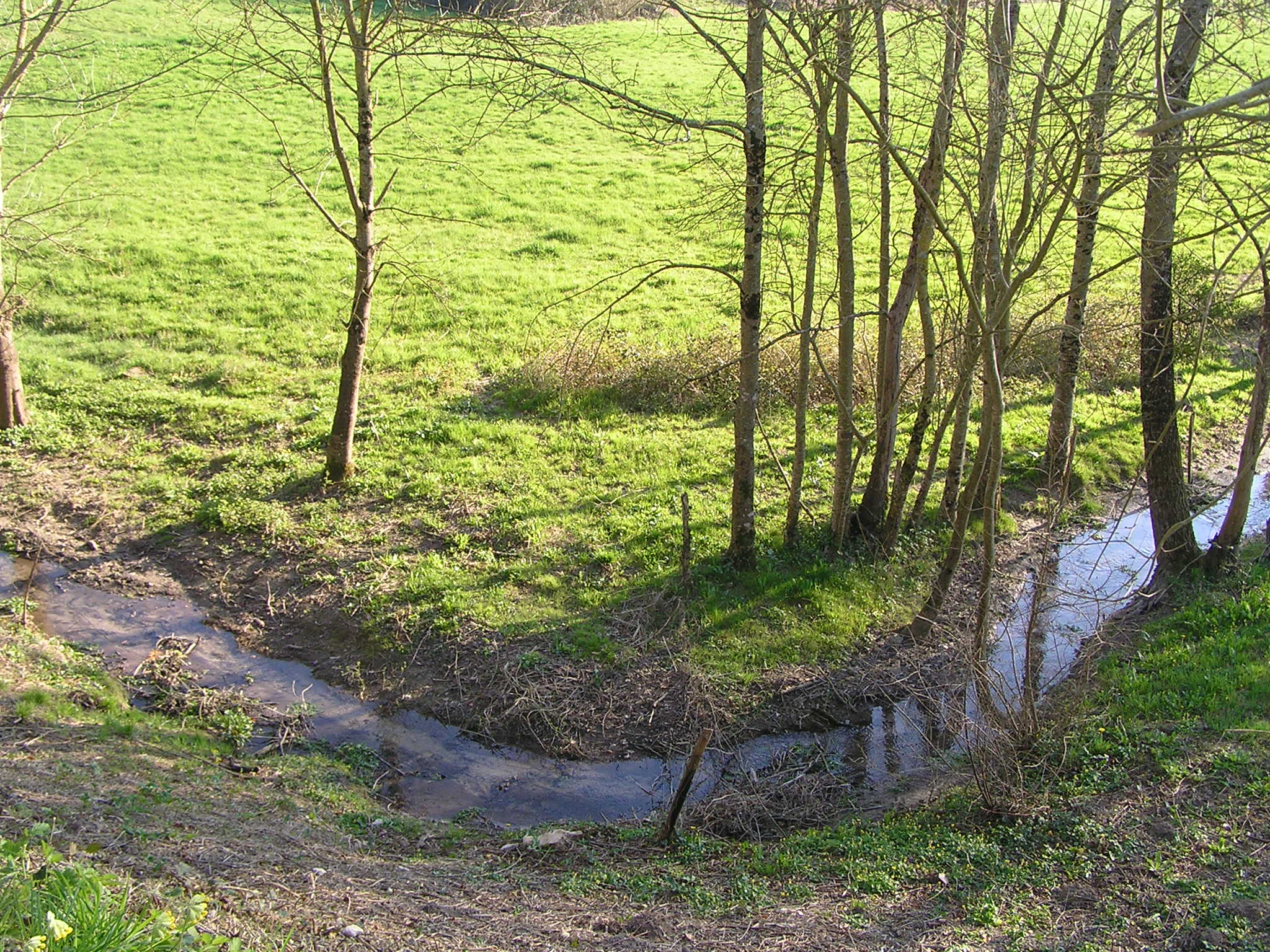
Fuente.

- Datos: Q571853
- Multimedia: Antenne River / Q571853